# Nunilo und Alodia

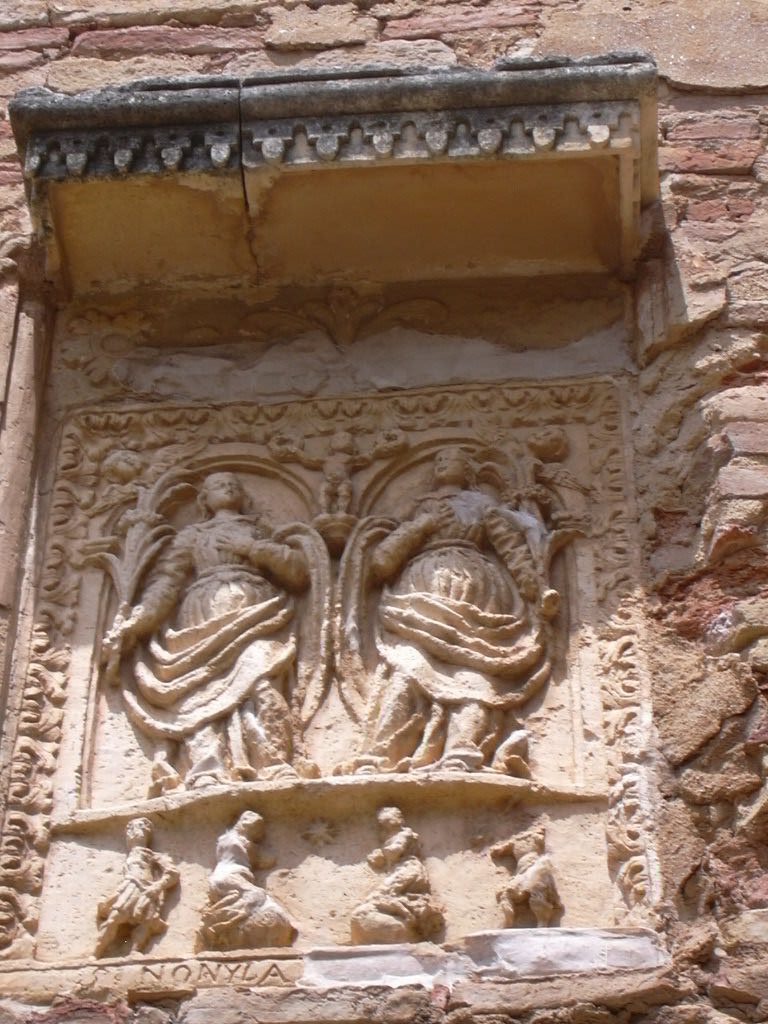
Nunilo und Alaudia

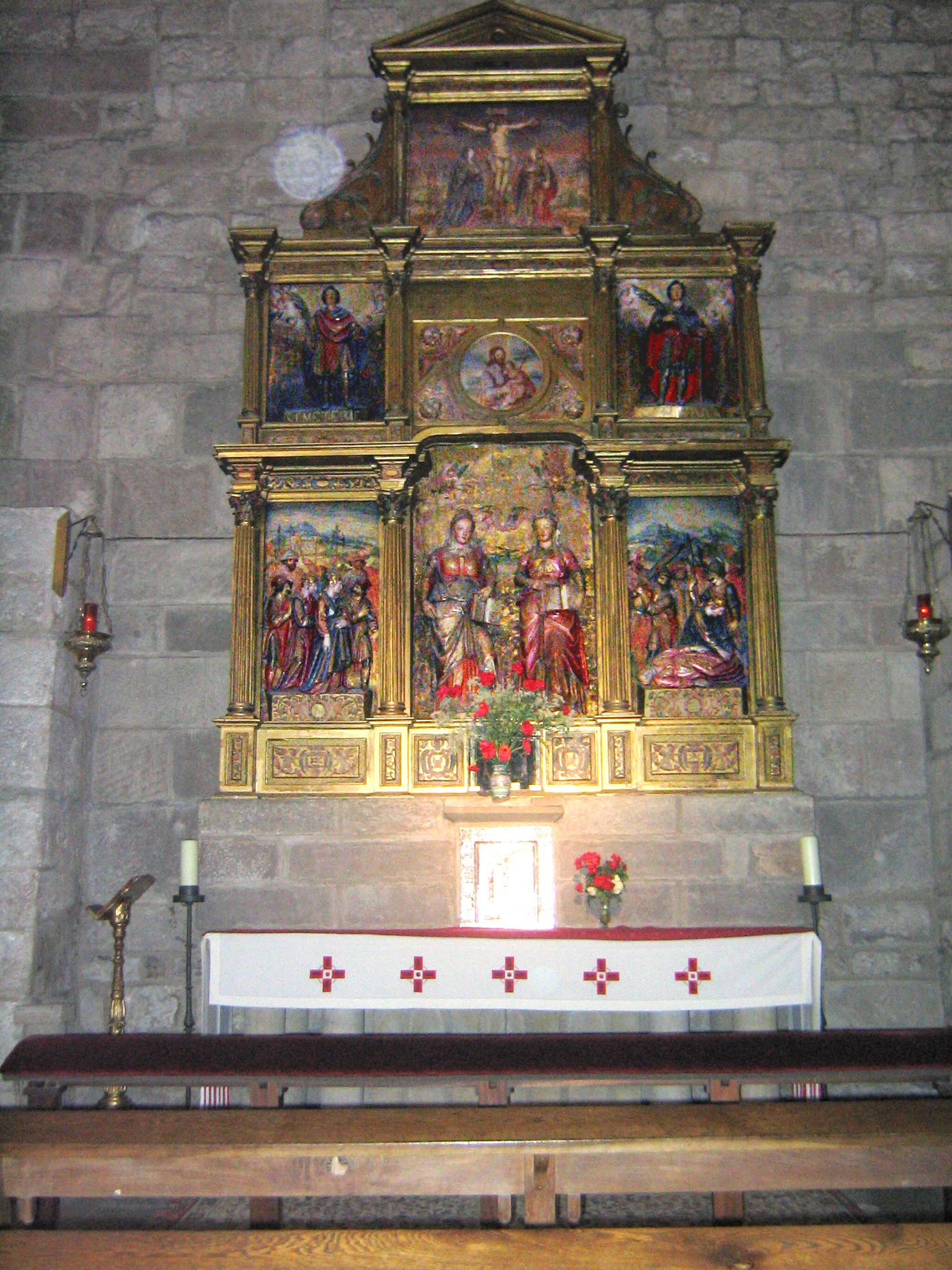
Altar im Kloster Leyre

Nunilo und Alodia waren Schwestern aus Spanien, möglicherweise aus der nordspanischen Stadt Huesca (damals Wasqa), die während der islamischen Herrschaft über die Iberische Halbinsel um die Mitte des 9. Jahrhunderts ihr Martyrium erlitten. Ihr Gedenktag ist der 22. Oktober.

## Vita und/oder Legende
Die Märtyrerakten aus dem 10. Jahrhundert gehen zurück auf Eulogius von Córdoba, der sich auf Angaben des Bischofs Venerius von Alcalá berief. Demzufolge stammten beiden Mädchen aus einer gemischt-konfessionellen Ehe – der Vater war Muslim, die Mutter war Christin. Sie entschieden sich für den christlichen Glauben und wurden daraufhin gefangen genommen und nach den Gesetzen der Scharia zum Tode verurteilt. Vor ihrer Hinrichtung wurden sie angeblich noch in einem Bordell untergebracht. Ihre Bestattung erfolgte der Überlieferung zufolge auf einem Hügel bei der Stadt Huesca, wo später eine Kapelle errichtet wurde.

## Verehrung
Im Jahr 880, also etwa 30 Jahre nach ihrem Tod, wurden ihre Gebeine (= Reliquien) erhoben und in das ca. 120 km nordwestlich von Huesca liegende Kloster Leyre verbracht (Reliquientranslation).
Die Verehrung der beiden Heiligen beschränkt sich im Wesentlichen auf die Provinz Huesca: Im Pyrenäendorf Betorz ist ihnen eine Kirche geweiht, an der Kollegiatkirche von Alquézar befindet sich ein Relief und im Kloster Leyre gibt es ein Altarretabel mit der Darstellung ihrer Leidensgeschichte.

## Darstellung
Mittelalterliche Darstellungen sind unbekannt; in der Neuzeit werden sie stets gemeinsam als junge Frauen dargestellt. In ihren Händen halten sie Palmzweige oder Bücher.